# お抱え運転手
お抱え運転手（おかかえうんてんしゅ）は、もっぱら特定の顧客、車両の専属者として乗用車を運転する職業運転手の通称。

## 概要
職種としては、役員運転手、役員車運転手、役員付運転手、役員専属運転手、役員車ドライバー、専属運転手、あるいは運転専任者などと称される。社長などの企業役員や、芸能人や政治家などの個人のほか、高位の公職に就いている者によっても利用される。

## 欧米
英語などでは、旅客を乗せる乗用車、特に大型のセダンやリムジンなどの高級車を運転する運転手をショーファー (chauffeur) と称する。
この"chauffeur"という単語はフランス語で火夫を意味する単語に由来し、これは蒸気自動車時代に自動車の運転手とその自動車の火夫が兼任されていたからである。お抱え運転手は、英語では「personal chauffer (driver)」などと称される。もともと、こうした運転手は、車両の持ち主の個人的な雇人であることが多かったが、今日では、運転手だけを派遣するサービス会社もあるものの、多くの場合には専門のサービス会社や個人が、運転手とハイヤーを一括して提供する場合が多い。
なお、英語ではリムジンなどショーファーが運転する自動車をショーファードリブンと称する。

## 日本
1911年当時、東京府内では、自動車の台数に対して運転手の人数が不足しており、「富裕層に仕える「お抱え運転手」は希少で引く手数多だった」という。また、昭和初期の不況の時代にも、官庁や大企業のお抱え運転手の需要は大きく、運転免許を取れば仕事はいくらでもあったという。
公用車を保有している諸官庁や地方公共団体では、かつては運転手を直接雇用している例が多かったが、近年では運転手は外部委託とすることが多くなっており、さらに委託も取りやめて様々な車両の運転を業務とする技術職員や、さらには一般職員が運転に当たる例も見られる。
お抱え運転手の仕事は、企業オーナーの運転手の場合は特に、「待つ」ことが仕事の大きな部分を占める。また、顧客のわがままな要望、要求に応えるよう、その癖や好みを把握することも重要であり、また、しばしば車中で重要な会話が交わされることもあり、口が堅いことは絶対的な条件とされる。
お抱え運転手は、しばしば雇い主でもある顧客と親密な関係となり、これがトラブルに発展することもある。1917年には、伯爵芳川顕正の四女で、子爵曾禰荒助の次男寛治を婿として迎えていた芳川鎌子が身分違いのお抱え運転手と心中未遂事件を起こし「千葉心中」として世間の耳目を集めた。美空ひばりの母で、マネージャーでもあった加藤喜美枝は、自宅台所の床下に隠し持っていた3500万円をお抱え運転手に盗まれた。